# Saint Georges et la princesse (Pisanello)
Saint-Georges et la princesse est une fresque de Pisanello située dans la basilique Sant'Anastasia à Vérone, dans la partie la plus haute de l'arc qui donne accès à la chapelle Pellegrini (ou « Giusti »). C'est l'une des œuvres les plus célèbres du gothique international.

## Histoire
La fresque est commandée à Pisanello par la famille Pellegrini, comme indiqué dans le testament d'Andrea Pellegrini de 1429, mais elle n'est que partiellement conservée, la partie encore visible n'étant qu'un fragment du cycle qui décorait toute la chapelle. La date de l'exécution est incertaine : elle est située généralement entre le retour de Pisanello de Rome en 1433 et son départ pour Ferrare en 1438. La décoration de la terre cuite de la chapelle est documentée en 1436 ; certains spécialistes indiquent que les fresques sont contemporaines, tandis que d'autres pointent la difficile coexistence technique de deux chantiers dans la même chapelle. D'autres la datent de 1444-1446, après le Concile de Ferrare, comme le suggèrent certains détails des portraits de la procession des dignitaires byzantins (comme le cheval aux narines fendues, utilisé dans la réalité par Jean VIII Paléologue, ou les formes des coiffes de quelques personnages) ; ces détails pourraient cependant provenir de la procession de Manuel II Paléologue au Concile de Constance qui a eu lieu entre 1414 et 1418 et qui figuraient déjà dans les fresques perdues de Pisanello dans la Basilique Saint-Jean-de-Latran, selon quelques croquis et dessins qui ont été conservés.
Giorgio Vasari, dans sa vie des meilleurs peintres, sculpteurs et architectes de 1568, en parle avec une emphase admirative. Malheureusement, l'œuvre a été exposée pendant longtemps à des infiltrations d'eau provenant du toit de l'église qui ont produit de graves dommages ayant principalement affecté la partie gauche de la fresque, où le dragon est représenté. La partie survivante a été détachée du mur au XIXe siècle, la sauvant du sort de l'autre moitié qui, détachée quelques années plus tard, a entre-temps perdu tous ses décors métalliques et ses dorures. Transférée sur une toile sur un cadre, elle a longtemps été exposée dans la chapelle avec sa sinopia, avant d'être replacée dans sa position d'origine en 1996. 

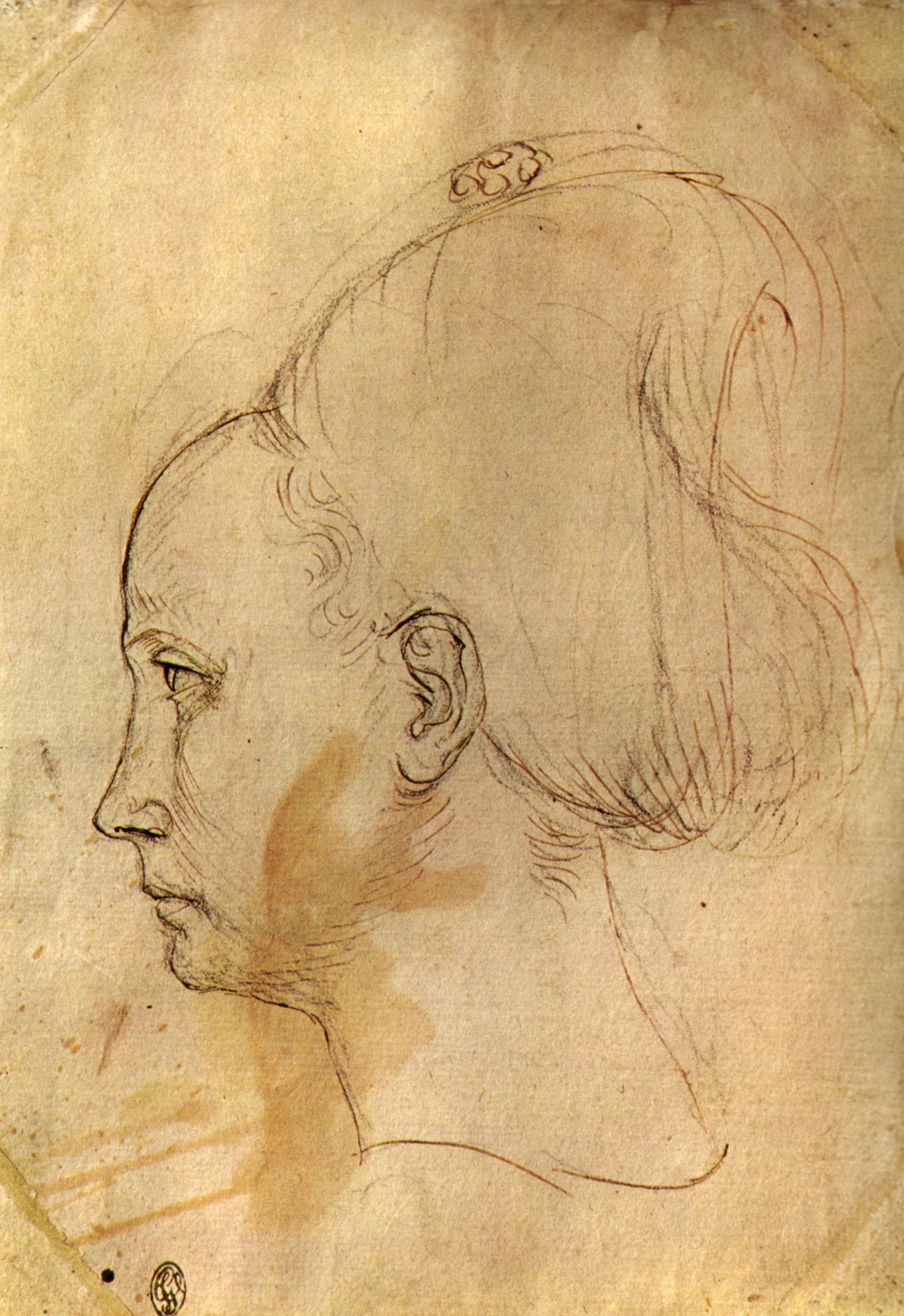
Etude de la tête de la princesse (Louvre no 2342v).
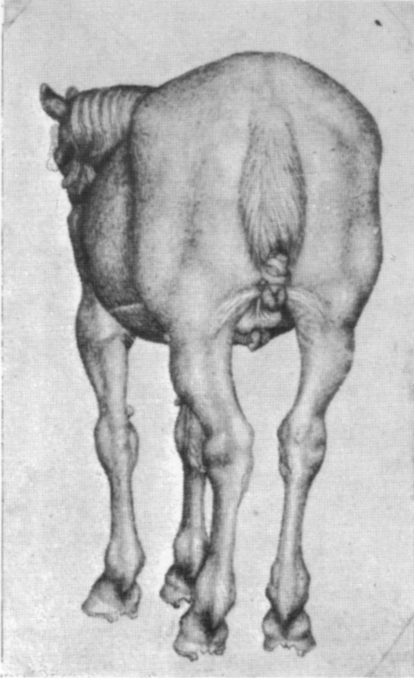
Etude d'un cheval de dos (Louvre no 2444).
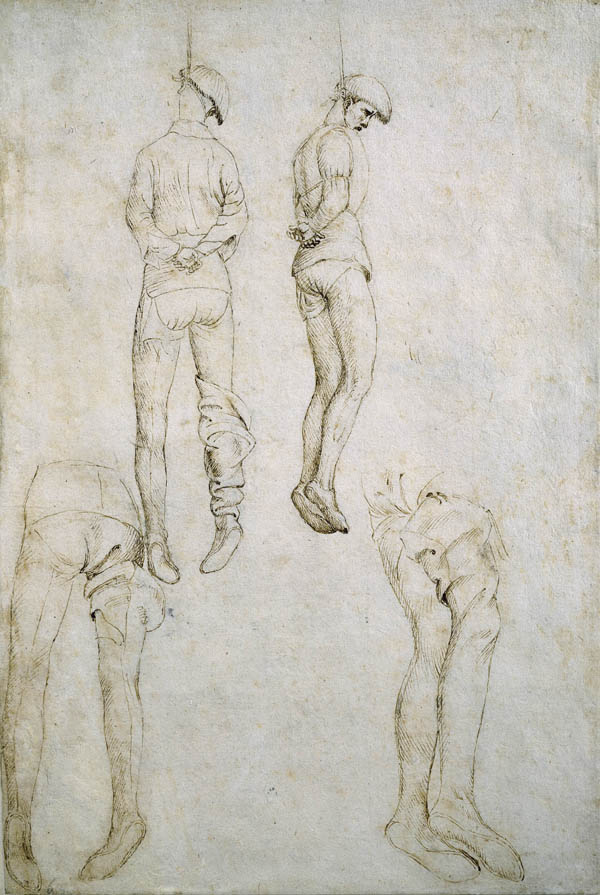
Étude des pendu (Collection Frick no 36-2).
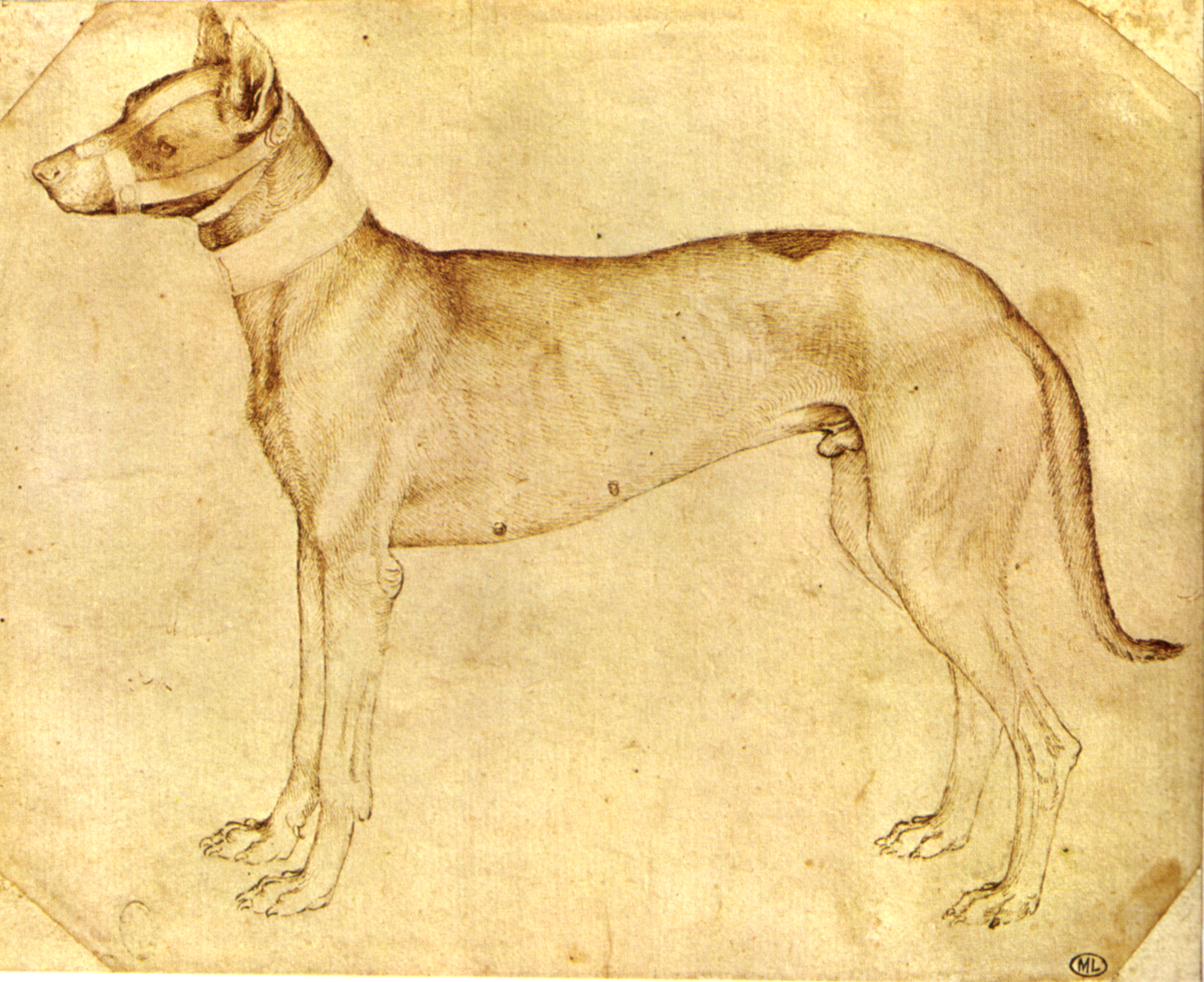
Étude de chien muselé debout (Louvre no 2344).

## Description
La fresque était composée de deux parties : la droite, avec les adieux de saint Georges à la princesse de Trabzon, qui nous est parvenue en bon état, et la gauche, avec le dragon de l'autre côté de la mer, qui est presque totalement perdue.
| - Partie gauche de la fresque. - Partie droite de la fresque. |

La partie conservée montre un moment critique de l'histoire de saint Georges de Lydda quand celui-ci, indiqué par une inscription en majuscules à la base de la fresque, monte sur son cheval blanc (représenté de dos) pour embarquer et aller tuer le dragon qui il allait dévorer la fille du roi de la ville. Le saint est en effet représenté avec un pied dans l'étrier, le regard déjà tourné vers sa destination, où il sera transporté sur un petit bateau vers le dragon monstrueux. Ce détail narratif est tiré de La Légende dorée de Jacques de Voragine.
La princesse, aux traits nobles et très fins, regarde la scène en silence, avec derrière elle, trois chevaux montés par des cavaliers, un de face et deux de profil, et un bélier accroupi. Sur la gauche, se tiennent un lévrier et un chien de compagnie. La richesse des armures et des harnachements des montures sont extraordinaires, tout comme le raffinement des robes et des coiffures de la princesse et de son entourage. Celle-ci est peinte de profil, comme les effigies des médailles. Elle a une coiffure très élaborée : des bandes retiennent la grande masse de cheveux en suspension, l'implantation des cheveux est très haute, selon la mode des premières décennies du siècle, obtenue en épilant les cheveux sur le front et les tempes avec une bougie allumée.  Sa somptueuse robe est faite de tissu et de fourrure, tandis que les animaux démontrent, une fois de plus, la prédilection de l'artiste pour des représentations aigües et réalistes de la nature.

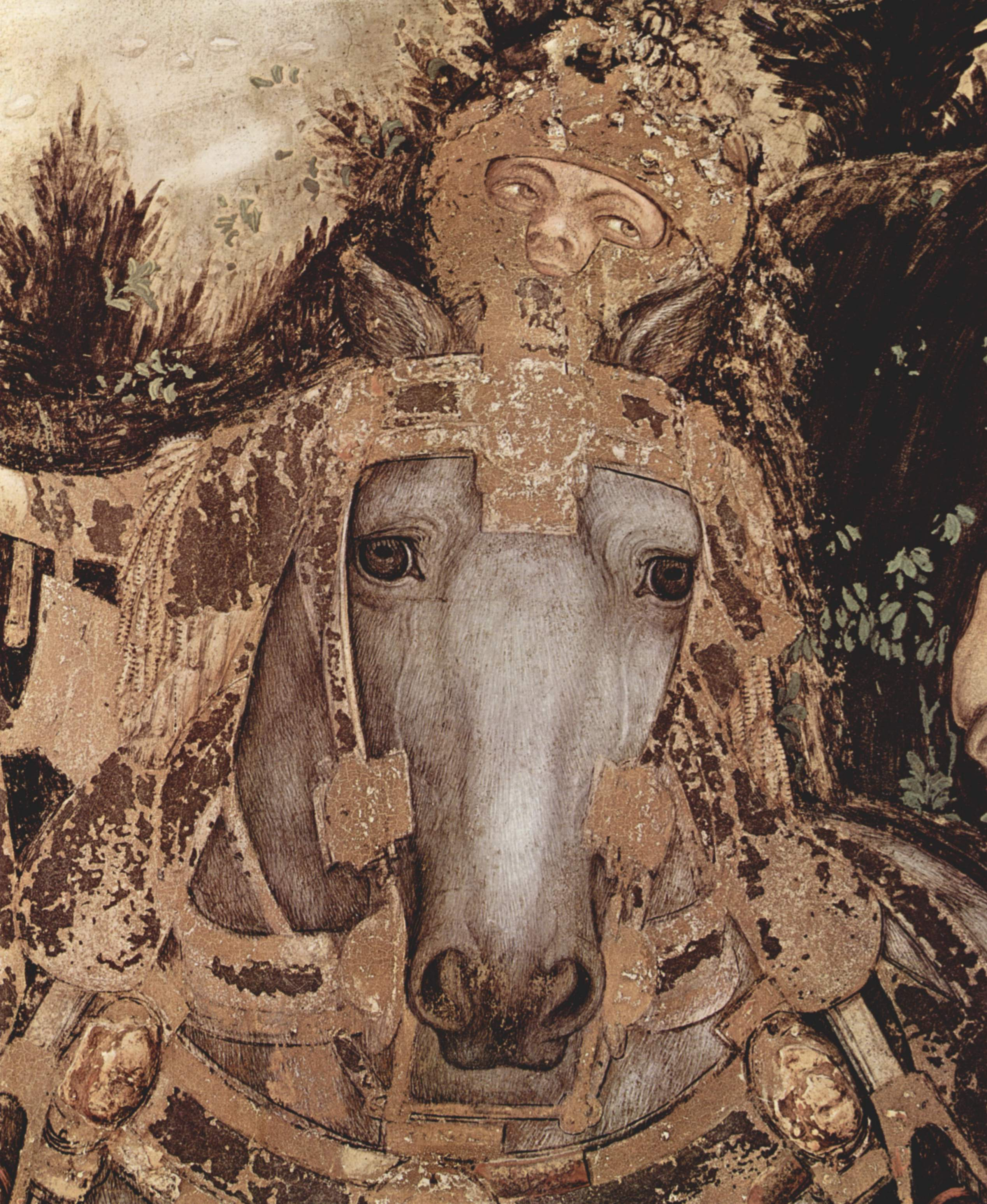
Détail du cheval et du cavalier.

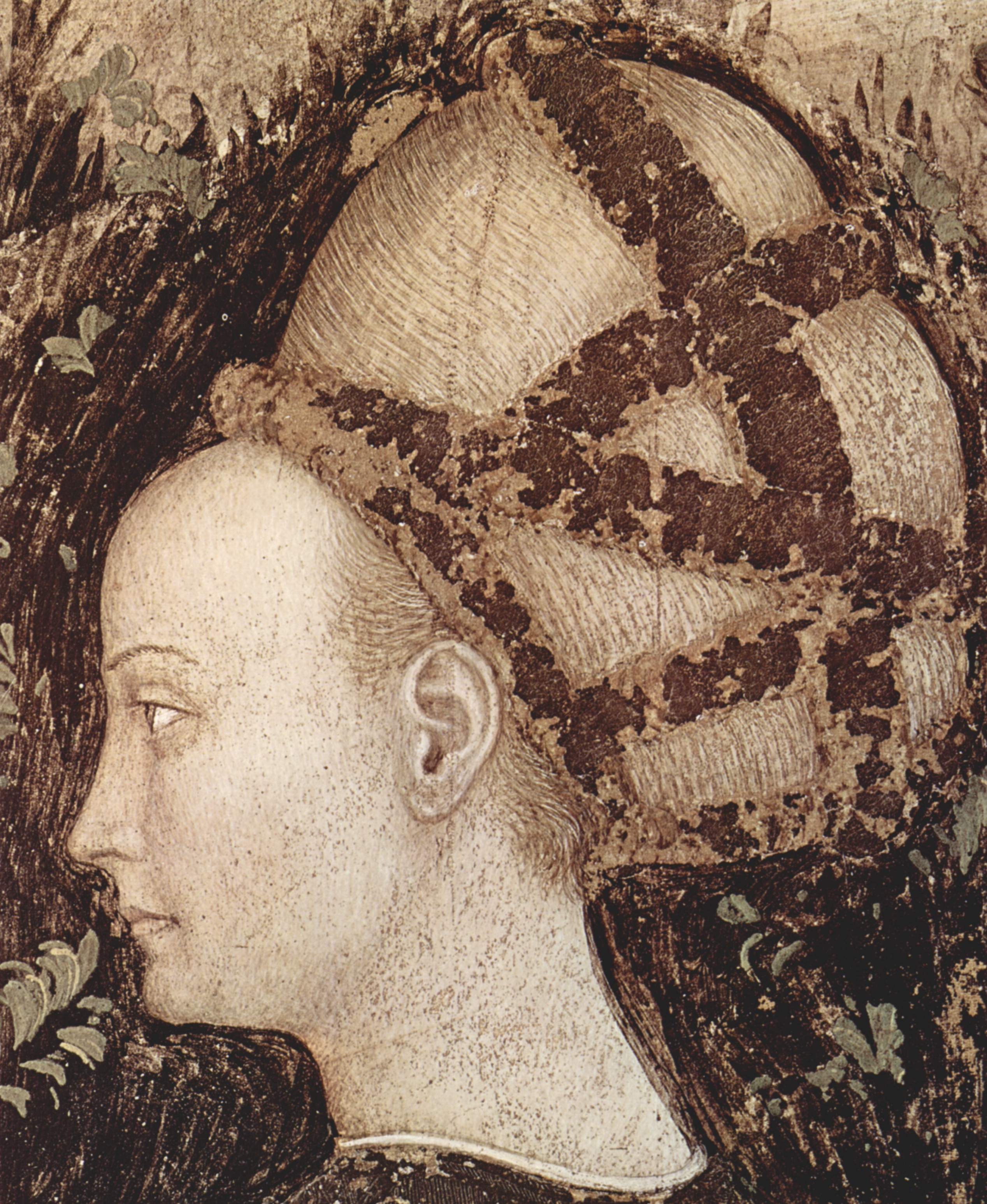
Détail de la princesse.

Le côté gauche est occupé par le cortège des badauds, de plus petite taille, rassemblés près du quai où le bateau avec lequel le héros doit mettre les voiles est déjà prêt. Leurs visages présentent une grande variété de portraits, soigneusement étudiés comme en témoignent les nombreux dessins réalisés par Pisanello et son atelier (conservés en grande partie au Codex Vallardi au Cabinet des Dessins du musée du Louvre). Parmi ceux-ci se détachent les deux visages grotesques sur la gauche, peut-être deux « Turkmènes », inspirés des descriptions des Ottomans qui assiégeaient l'Empire byzantin, ou influencés par des récits plus anciens de l'invasion de la Horde d'or.
Le paysage même semble participer silencieusement à l'atmosphère hallucinante du départ. La partie supérieure est occupée par une haute falaise surplombant la mer, très gothique, et par la ville idéale de Trabzon, à l'urbanisme très dense, composé de tours, de flèches d'édifices religieux et, à l'extrême droite, d'un château. Ces bâtiments imaginaires contribuent à créer une atmosphère de conte de fées, brisée cependant, comme souvent dans le gothique international, par des notations macabres et grotesques : à l'extérieur de la porte de la ville, il y a deux pendus à la potence, un avec le pantalon baissé. Certains ont noté un certain caractère « florentin » en arrière-plan, avec la tour crénelée qui ressemble beaucoup au Palazzo Vecchio, le clocher pointu, comme celui de la Badia Fiorentina, et les bourreaux que l'auteur aurait pu voir quotidiennement sur la Piazza delle Forche où se trouvait l'église Santa Maria della Croce al Tempio dans laquelle, selon le témoignage (unique) de Vasari, l'artiste aurait peint des fresques aujourd'hui perdues. Ces analyses ne sont pas partagées par tous les critiques : elles visent à établir le séjour de Pisanello à Florence vers 1423 afin d'affirmer la participation de l'artiste aux innovations de la Renaissance.
Le ciel est désormais noirci et ne permet pas de comprendre le jeu de lumière qui unifiait la scène. Les visages, avec l'humidité, ont perdu leurs glacis ce qui leur donne une pâleur exacerbée, notamment le visage de saint Georges. L'argent de l'armure, également obtenu avec des inserts métalliques, a presque complètement disparu, laissant ici aussi une surface noircie. Sur le côté perdu du tableau, peu de détails ont été conservés, sauf celui, très visible, d'une salamandre marchant parmi les restes (os et plus) des repas du dragon.

### Interprétation

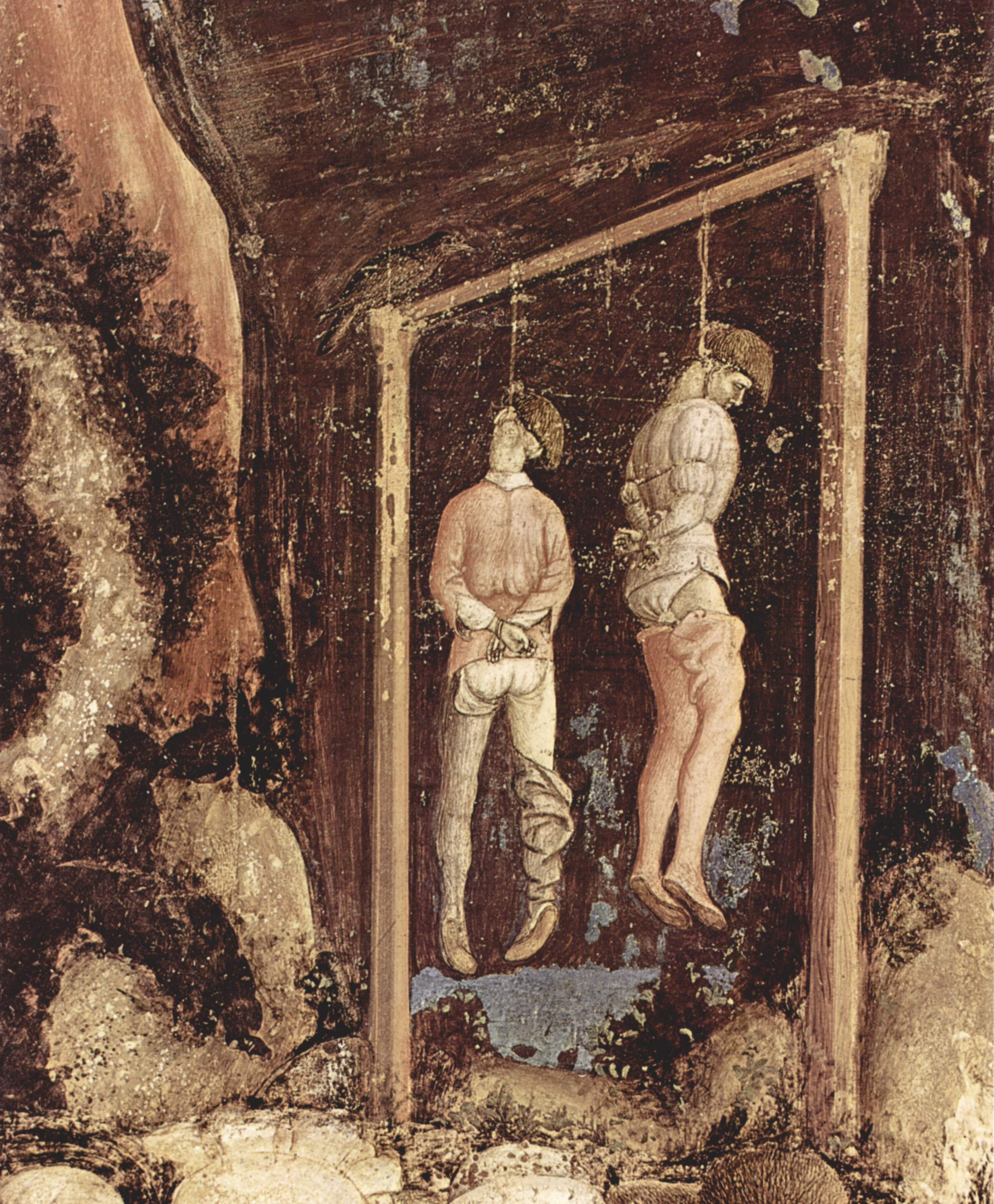
Les pendus.

Il existe plusieurs interprétations historiques de cette fresque. L'une d'elles la situe dans le cadre des initiatives de rapprochement entre l'Église grecque et l'Église latine, le sauvetage de Constantinople et l'héritage de l'Empire byzantin en ruine. Cette possibilité est suggérée par la présence de personnages avec les chapeaux typiques de la cour byzantine, et par le thème général : saint Georges serait le symbole du christianisme qui se prépare à se libérer d'un danger venant d'outre-mer (les Turcs), pour sauver une princesse qui représenterait Constantinople, avec les traits de Maria Comnena di Trebisonda, épouse de Jean VIII Paléologue. Le dragon serait donc une représentation symbolique du sultan ottoman Mourad II, avec ses deux enfants, le plus grand (Mehmed II) et le plus petit (Alaeddin Alì). 
Des études plus récentes interprètent l'œuvre d'une manière différente, la rapprochant de l'environnement véronais. Elle pourrait en fait faire allusion aux événements liés à la famille Pellegrini et au sentiment anti-vénitien qui s'est manifesté à Vérone au début du XVe siècle du fait de sa perte d'autonomie. En 1411, en effet, la cité subit l'incursion de l'armée impériale de Sigismondo de Hongrie soutenue par Brunoro della Scala suivie, en 1412, d'un soulèvement pro-Scaliger dans la ville. La « procession royale » de la fresque de Pisanello pourrait donc être une représentation de l'empereur et de son entourage, tandis que le dragon ailé, présenté comme un animal amphibie, représenterait Venise qui, à cette époque, avait conquis Vérone avec les autres domaini di Terraferma, et a pour symbole le lion ailé, souvent représenté avec deux pattes dans l'eau. Le soulèvement pro-Scaliger provoqua une forte répression de la part de la République de Venise avec la condamnation à mort par pendaison de nombreux rebelles, détail représenté dans la fresque. La figure de la princesse pourrait plutôt être le portrait de la jeune épouse de Cristoforo Pellegrini, Laura Nogarola, un modèle facilement accessible au peintre.

## Style

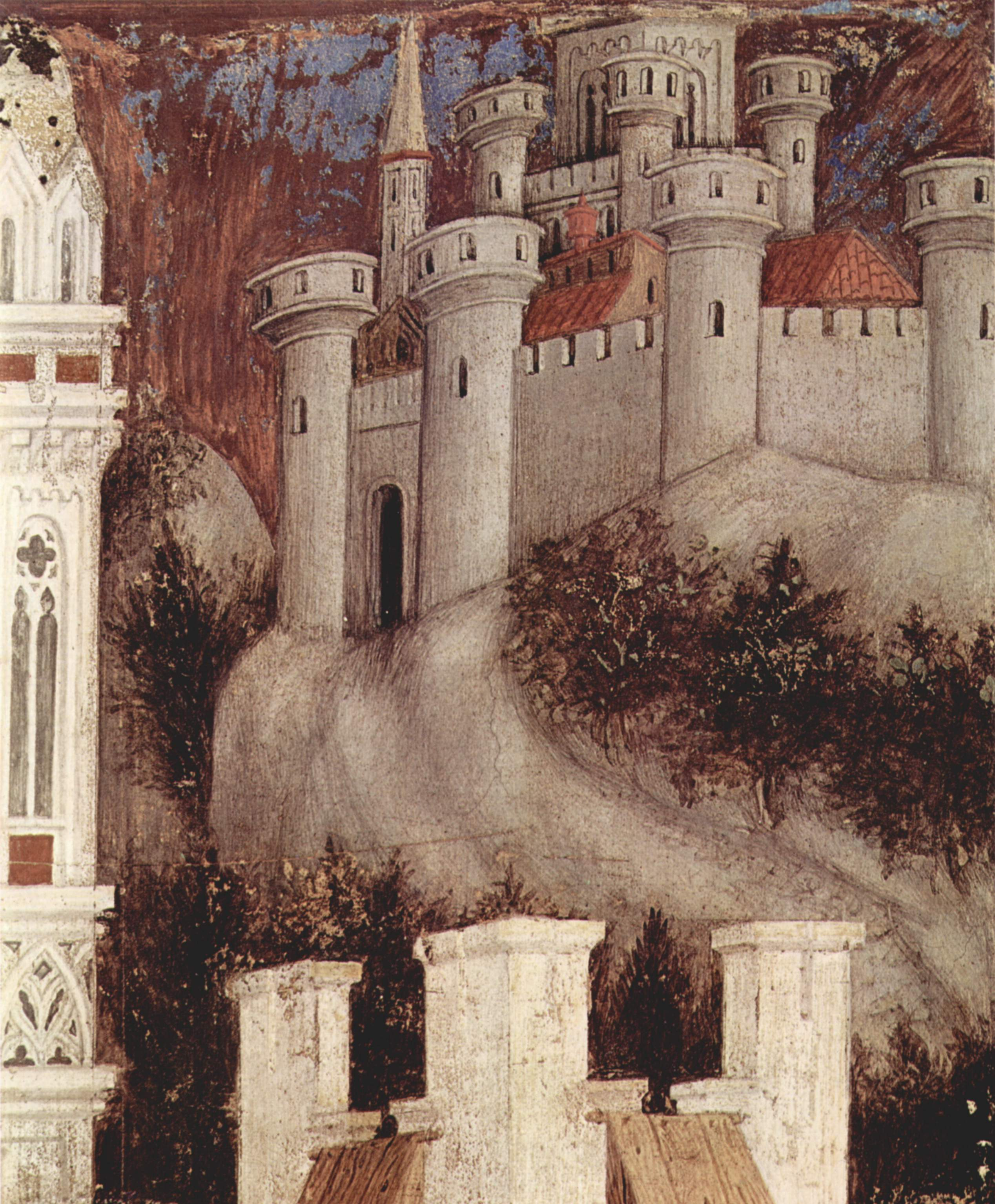
Le château.

Malgré les restaurations, la dégradation de la couleur, même dans les parties les mieux conservées, permet aujourd'hui difficilement d'apprécier des valeurs picturales de l'œuvre qui, à en juger par les traces qui ont survécu çà et là, ont dû être très importantes. Beaucoup ont noté des affinités avec les œuvres de Gentile da Fabriano, en particulier L'Adoration des mages (1423), comme la ressemblance d'un des chevaliers avec le second mage, ou les similitudes dans les rochers et dans le paysage, qui cependant, chez Pisanello, ont beaucoup plus de force. Il utilise aussi les recherches florentines sur les raccourcis.
La fresque est plongée dans l'atmosphère courtoise dans laquelle la légende de saint Georges est apparue. Les couleurs sont délicates, les teints ont des couleurs douces qui rappellent les œuvres de  Gentile da Fabriano. La plasticité des figures est également dérivée de la leçon de Gentile. La description précise de l'environnement vient plutôt de la tradition transalpine gothique tardive, atténuée par la culture lombarde. Le goût pour la ligne vive, qui dirige le regard du spectateur sur les détails infimes, est typique de Pisanello et crée un ensemble à la fois tendu, comme il sied au thème, et élégant.
Une certaine évolution, plus ou moins consciente, vers une sensibilité que l'on peut qualifier de « Renaissance », se perçoit cependant dans la disposition psychologique des personnages, caractérisée par une émotion réfléchie qui rompt avec le détachement impénétrable traditionnel des personnages du monde courtois. Il y a aussi indéniablement une reconquête des valeurs plastiques et spatiales qui, bien qu'exemptées d'une approche rationnelle de la perspective, montrent la capacité du peintre à disposer les figures sur plusieurs niveaux, notamment dans les représentations audacieuses et convaincantes, mais quelque peu ostentatoires, des chevaux. Le paysage déconnecté du premier étage (« surélevé »), qui contredit la géométrie de la perspective, se retrouve après tout aussi chez les peintres toscans, à commencer chez Paolo Uccello.

Moins qu'à la cohérence logique d'un récit, l'unité de l'œuvre tient à sa capacité d'évocation « autour » d'un thème précis : c'est le style dissolutus contre lequel s'élève Alberti. Inventaire du monde visible très apprécié des humanistes courtisans, elle est pleine de « variété » et « d'abondance », proposant le visage brillant de la civilisation moderne.

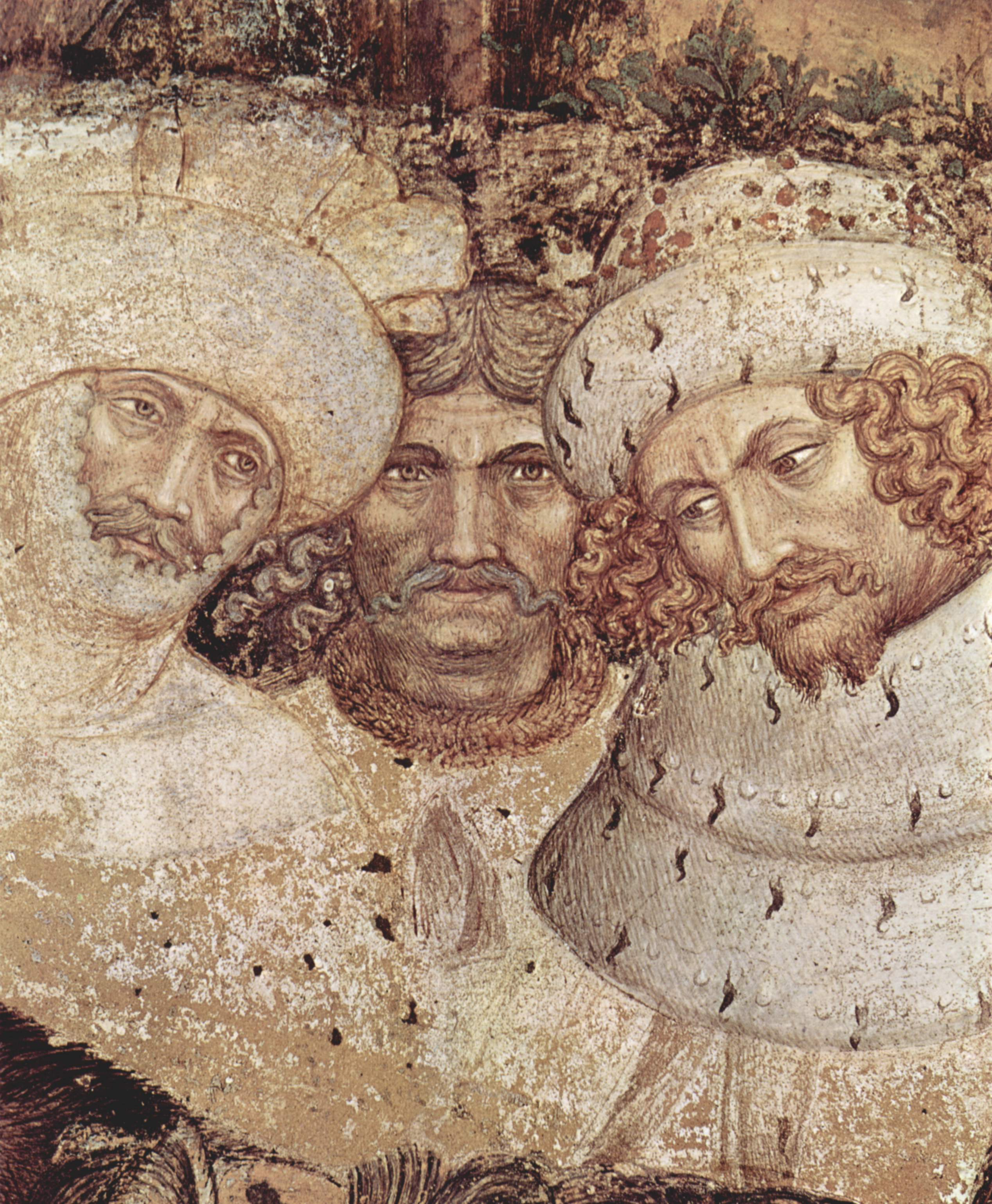
Portraits.
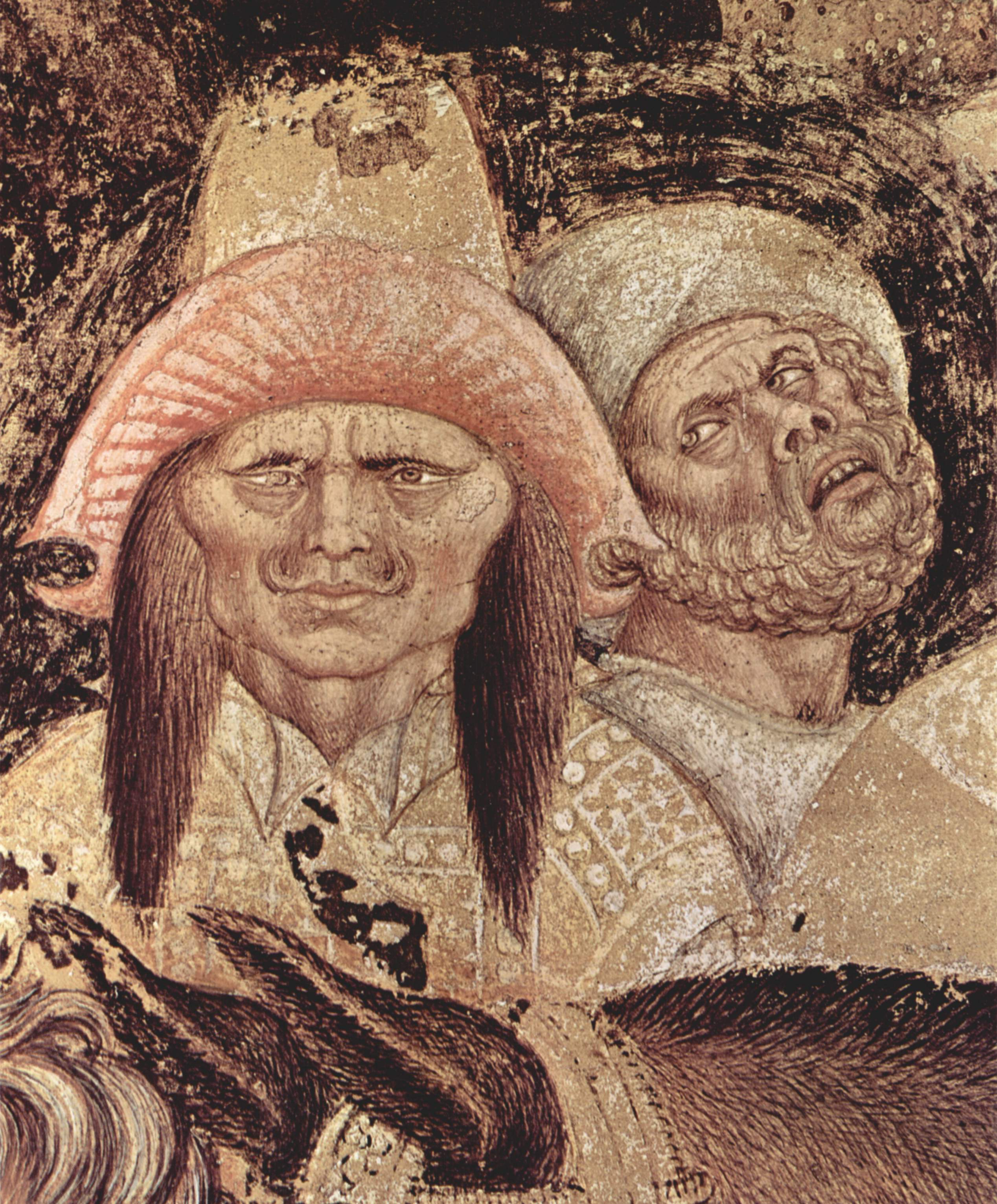
Portraits.
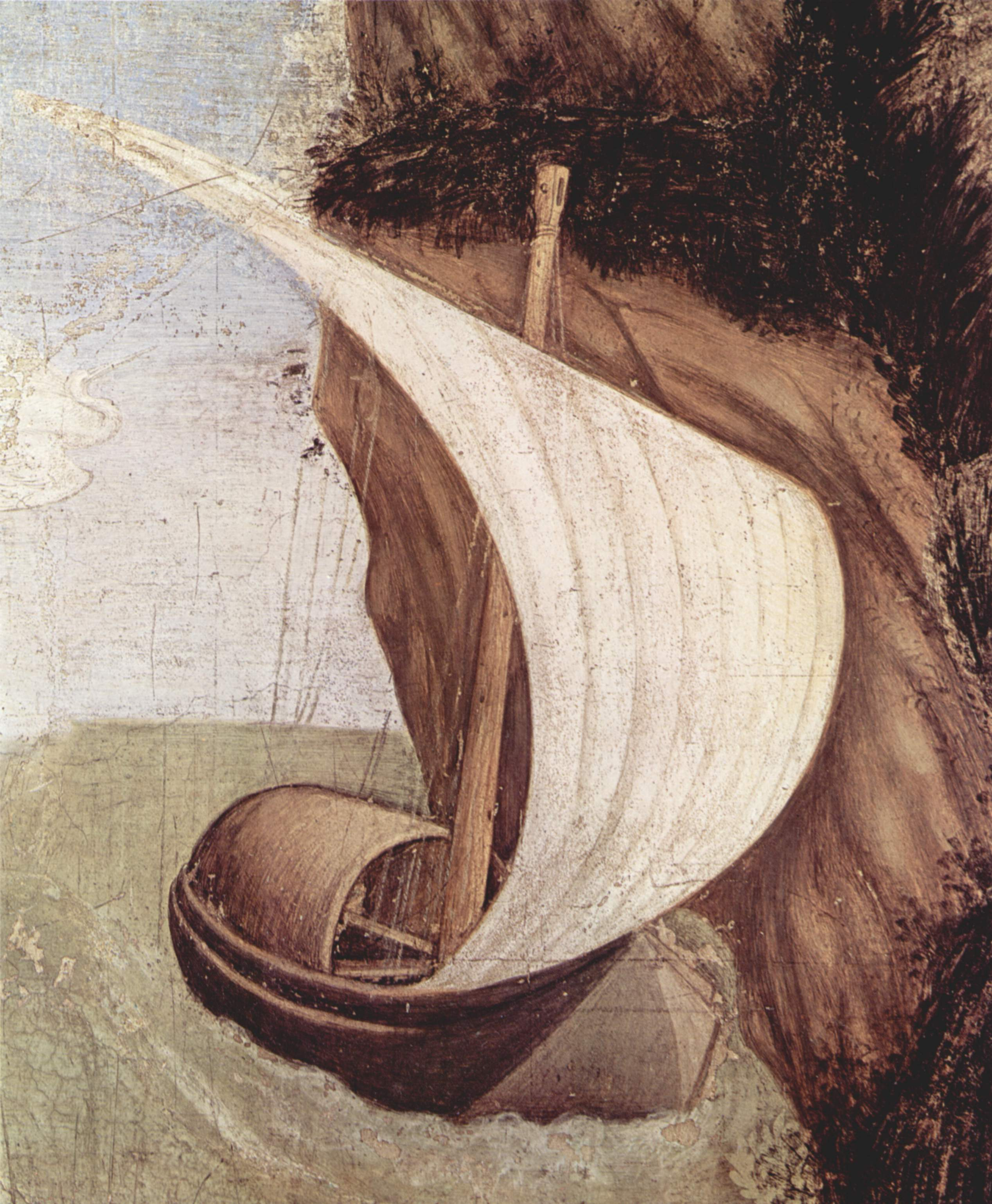
Le bateau.
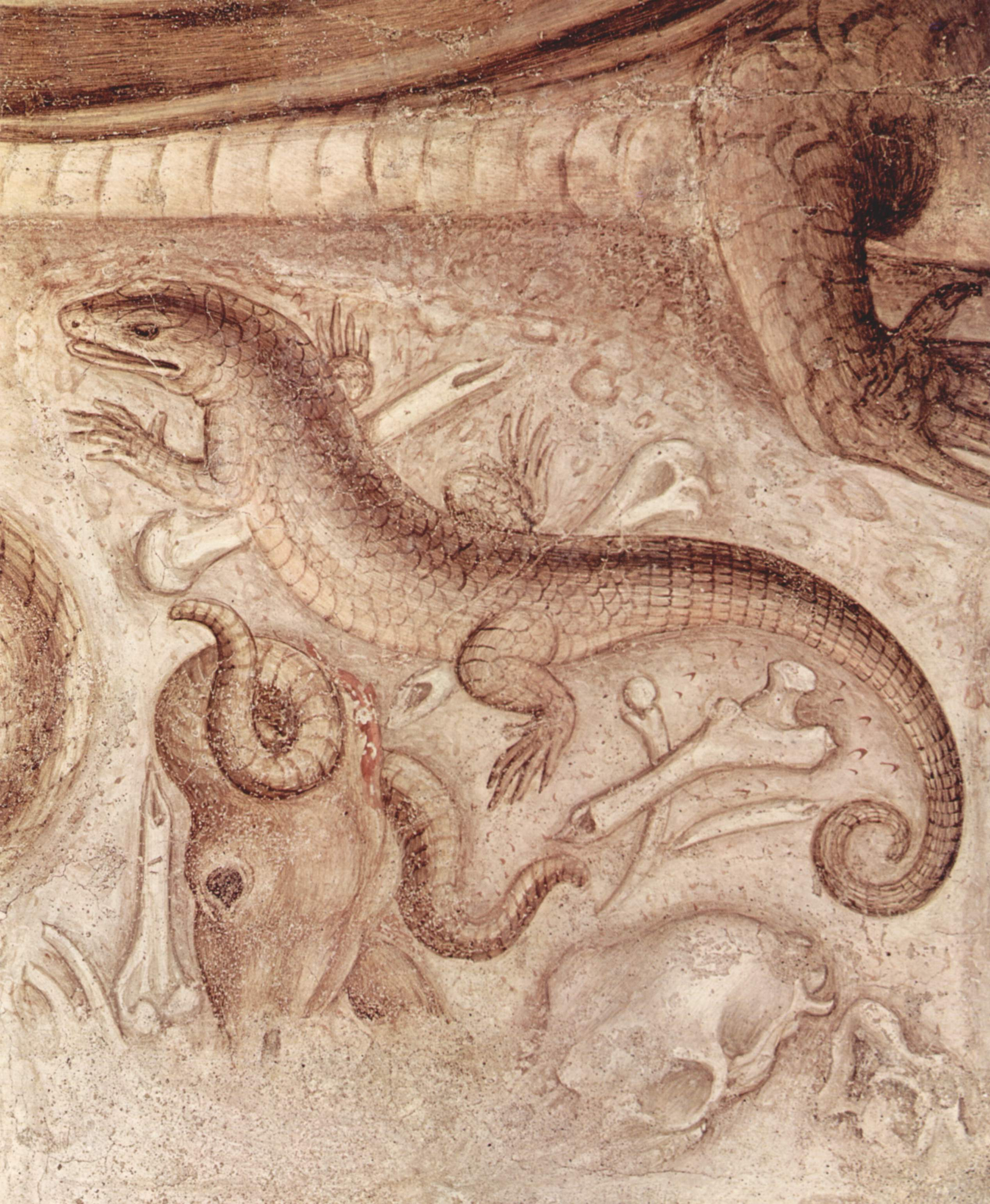
Restes consommés par le dragon.

## Remarques
1. ↑  (it) Paola Marini et Christian Camapnella, La Basilica de Santa Anastasia a Verona. Storia e restauro (ISBN 978-88-90645-40-2), p.142
2. 1 2 3 4  Daniel Arasse, L'Homme en perspective - Les primitifs d'Italie, Paris, Hazan, 2008, 336 p. (ISBN 978-2-7541-0272-8), pp. 20-21.
3. ↑  (it) Federico Zeri, Un velo di silenzio, p.38.
4. ↑  (it) AA.VV., L'opera completa di Pisanello, p.83.
5. ↑  (it) Silvia Ronchey, L'Enigma di Piero.
6. ↑  (it) Claudio Bismara, La cappella Pelligrini, pp. 11-12.